# Kommissarie Barskebäck
Kommissarie Barskebäck är en tecknad serie som publicerades i serietidningen Herman Hedning. Den handlar om en kriminaltekniker på olika uppdrag. Serien är gjord av Patrik Norrman. 
Figuren Kommissarie Barskebäck förekommer, förutom i sin egen serie, även i Bacon & Egg, och James Hund.  Barskebäck eller en sentida släkting till honom förekommer även i Cordon Bleu och Jeff Hund.